# Aspangberg-Sankt Peter
Aspangberg-Sankt Peter là một thị xã thuộc huyện Neunkirchen trong bang Niederösterreich.